# 1923 Озирис
1923 Озирис (енгл. 1923 Osiris) је астероид главног астероидног појаса са пречником од приближно 13,11 km.
Афел астероида је на удаљености од 2,588 астрономских јединица (АЈ) од Сунца, а перихел на 2,284 АЈ.
Ексцентрицитет орбите износи 0,062, инклинација (нагиб) орбите у односу на раван еклиптике 4,957 степени, а орбитални период износи 1389,075 дана (3,803 године).
Апсолутна магнитуда астероида је 13,10 а геометријски албедо 0,059.
Астероид је откривен . 1949. године.